# Бело језеро (Србија)
Бело језеро је једно од четири велика флувијална језера на која у највећој мјери отпада површина Ечанских рибњака. Налази се у Банату, југозападно од Ечке, тј. јужно од Зрењанина. Језеро лежи између река Тисе и Бегеј, од којег је одијељено насипом. Насипом је одвојено и од Специјалног резервата природе Стари Бегеј-Царска бара.
Површина језера износи 5,4 km², док средња дубина износи 1,33 m. Услијед високих љетних температура интензивно је испаравање. Вертикална и хоризонтална кретања воде слабо су изражена па не постоји мијешање вода што доводи до изражене температурне слојевитости.
Бело језеро богато је рибом. Као рибњак 1762. почео га је први користи Шандор Шомођи.